# Скава (Новотарзький повіт)
Скава (пол. Skawa) — село в Польщі, у гміні Раба-Вижна Новотарзького повіту Малопольського воєводства.
Населення — 4382 особи (2011).
У 1975-1998 роках село належало до Новосондецького воєводства.

## Демографія
Демографічна структура станом на 31 березня 2011 року:
|          | Загалом | Допрацездатний вік | Працездатний вік | Постпрацездатний вік |
| -------- | ------- | ------------------ | ---------------- | -------------------- |
| Чоловіки | 2184    | 525                | 1456             | 203                  |
| Жінки    | 2198    | 490                | 1300             | 408                  |
| Разом    | 4382    | 1015               | 2756             | 611                  |